# مقراب لافيل
مقراب لافيل (بالإنجليزية: Lovell Telescope) هو مقراب راديوي في مرصد جودريل بنك في أبرشية غوستري التابعة لمقاطعة تشيشير شمال غرب إنجلترا، وكان هذا المقراب هو أضخم مقراب راديوي في العالم بعد الانتهاء من بنائه عام 1957 بقطر يبلغ 76.2 متر (250 قدم)، وحاليًا هو الثالث على العالم من حيث الضخامة

## معرض صور

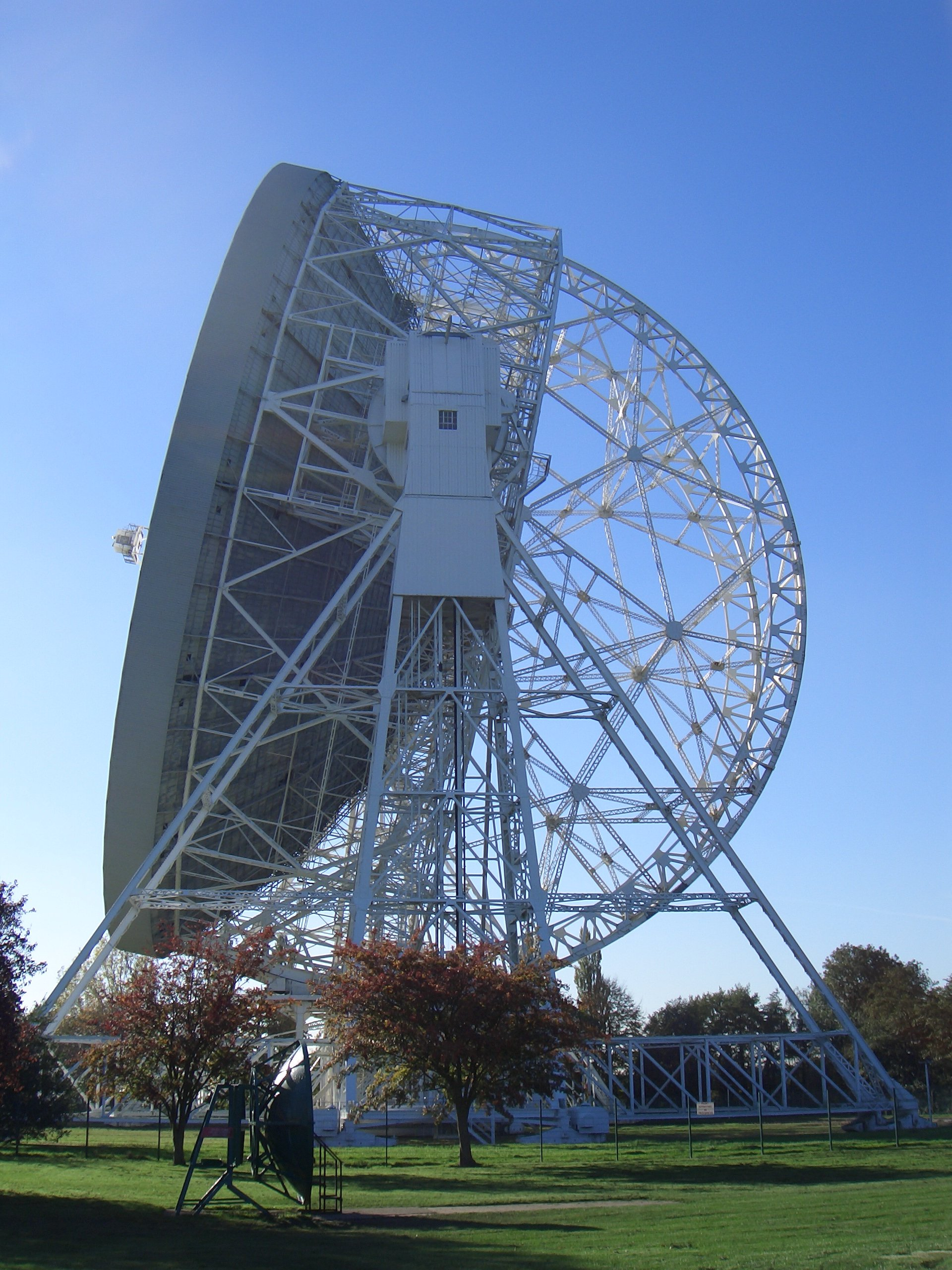
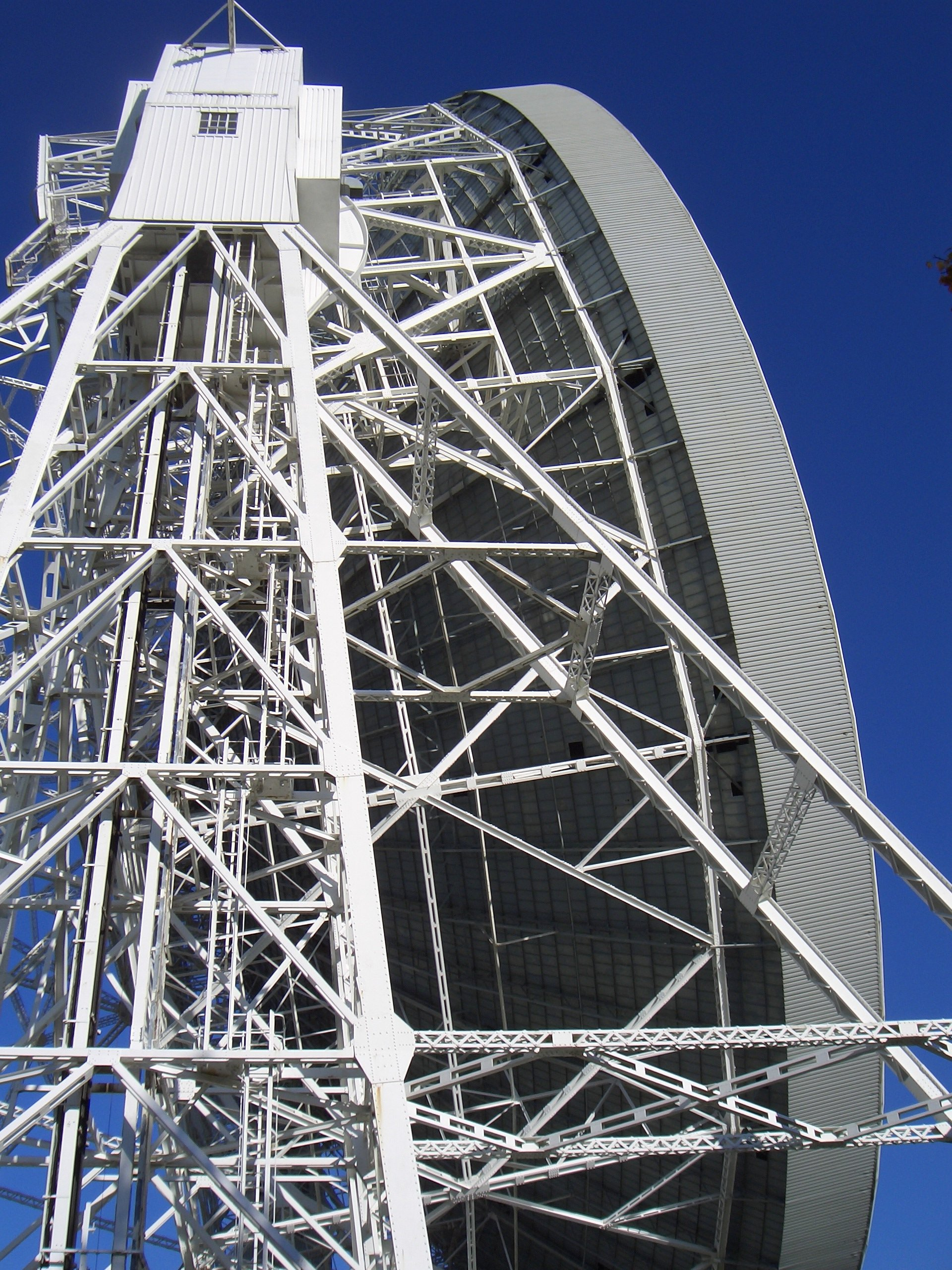
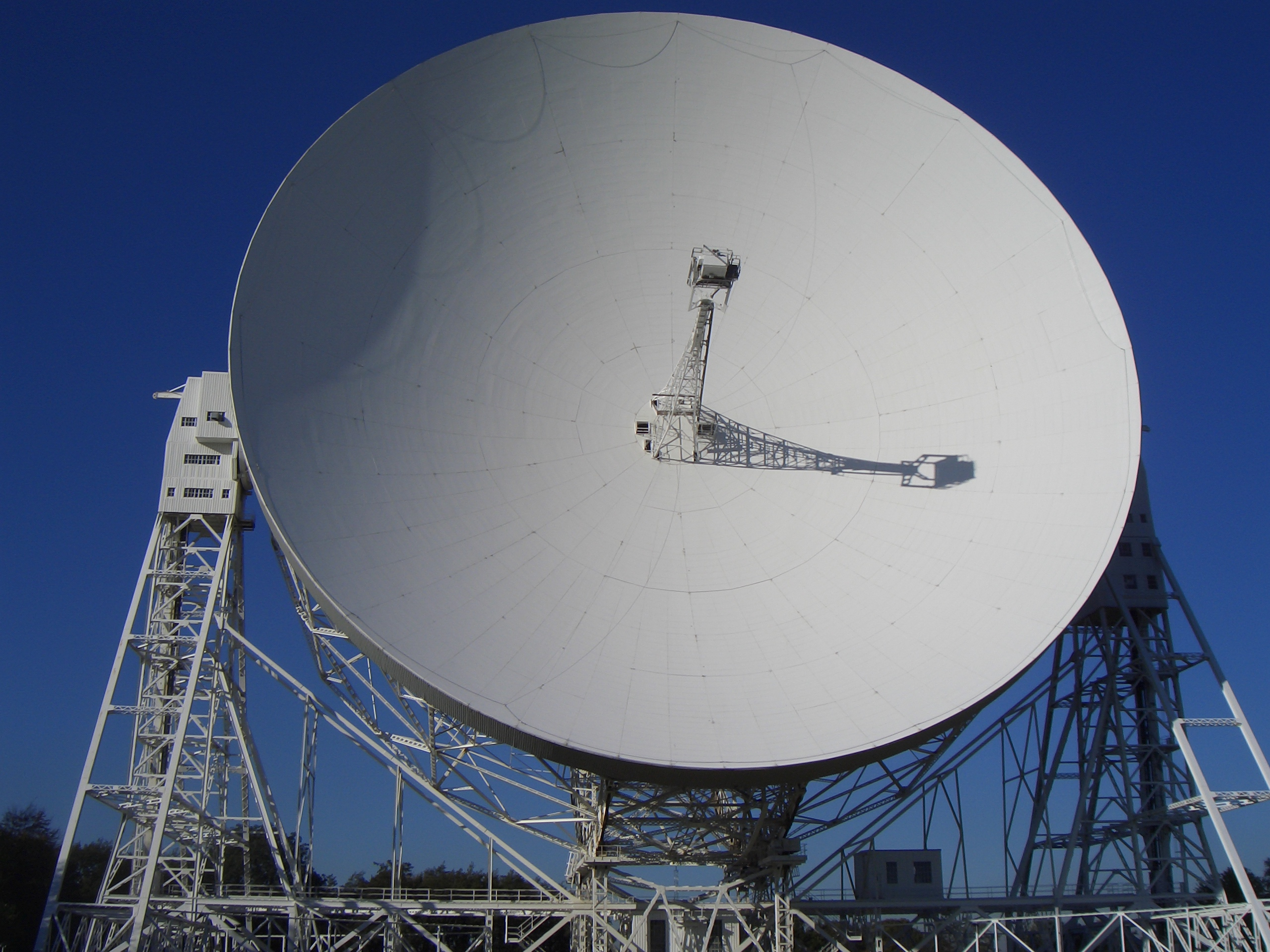
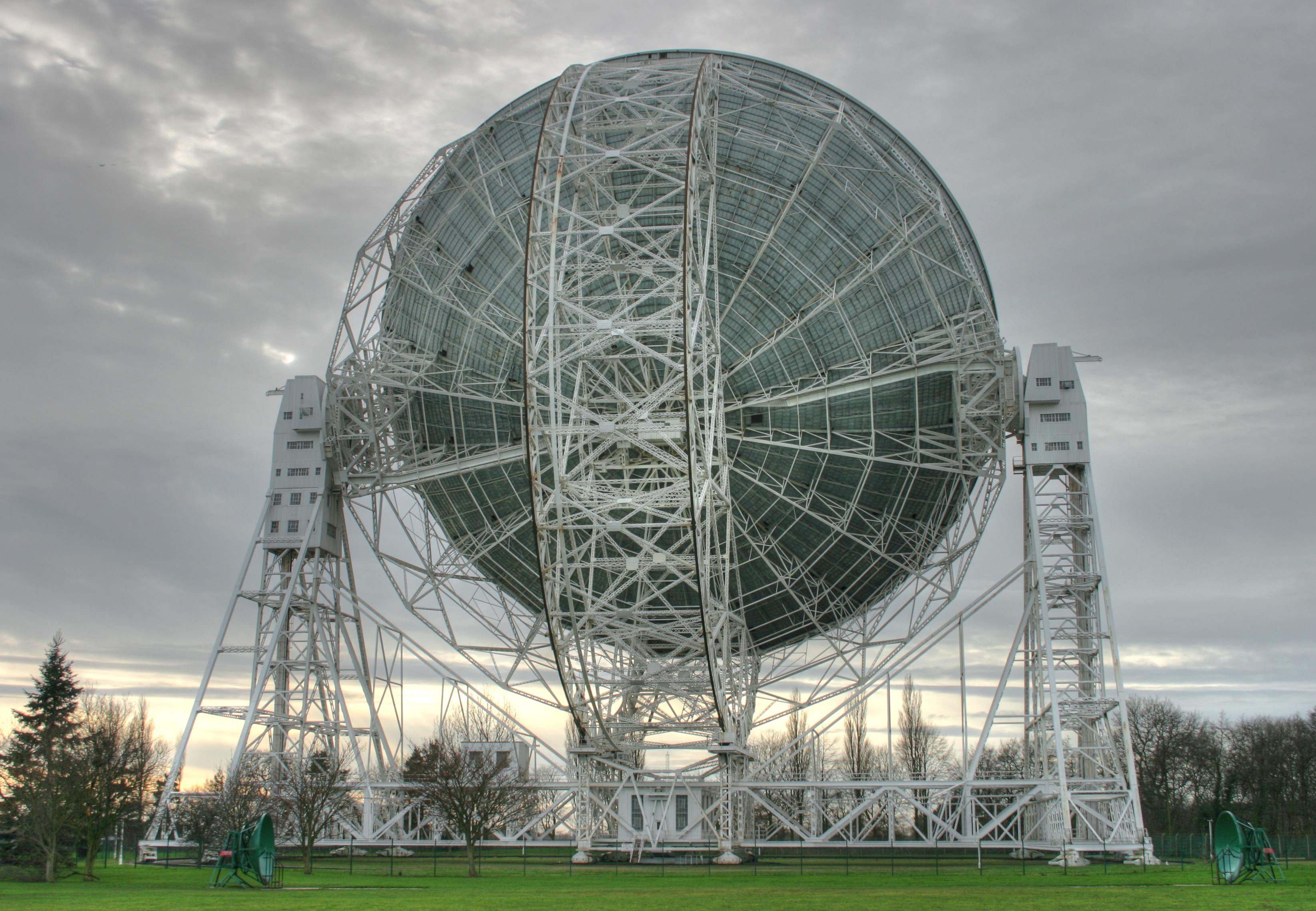
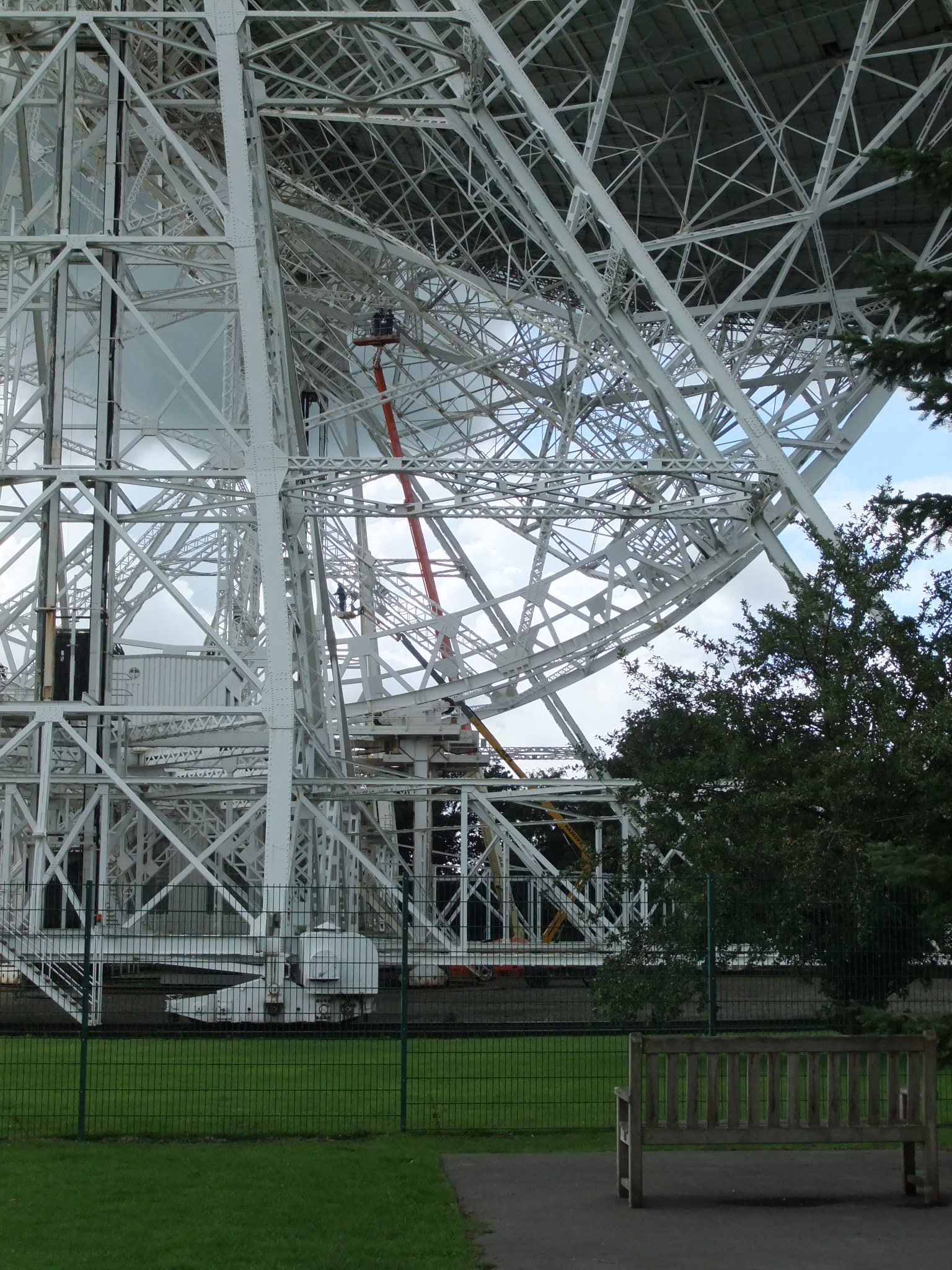